# Ambrosia cordifolia
Ambrosia cordifolia là một loài thực vật có hoa trong họ Cúc. Loài này được (A.Gray) W.W.Payne mô tả khoa học đầu tiên năm 1964.